# لئونید تراوبرگ
لئونید تراوبرگ (روسی: Леонид Захарович Трауберг؛ ۱۷ ژانویهٔ ۱۹۰۲ – ۱۴ نوامبر ۱۹۹۰) یک کارگردان فیلم و فیلم‌نامه‌نویس اهل اتحاد جماهیر شوروی سوسیالیستی بود.
وی همچنین برندهٔ جوایزی همچون نشان لنین شده است. نراوبرگ کارگردان فیلم‌هایی همچون شنل بوده است.